# Мост Мијо
Мост Мијо (фр. le Viaduc de Millau) је највиши друмски мост на свету, висок 343 метара, а дуг 2,5 km. Део је ауто-пута који спаја Париз и Барселону.
Градња је започета октобра 2001, а завршена јануара 2004. Самостално грађевинско предузеће Еифаж, га је изградило (за 400 милиона евра) без финансијског суделовања државе. У наредних 75 година то предузеће убираће путарину на мосту. Мост је пројектовао британски архитекта Норман Фостер.
Највиши од седам огромних носећих стубова је висок 343 метара, што га чини за 23 метра вишим од Ајфелове куле (Ајфеловог торња).
При градњи је употребљено 200.000 тона бетона, 36.000 тона челика и 9000 тона асфалта. Почетак моста се налази на 270 метара надморске висине, што није највише на свету (почетак моста на 321 метара надморске висине има мост Ројал Горж у америчкој завезној држави Колорадо).